# Neithart Neitzel

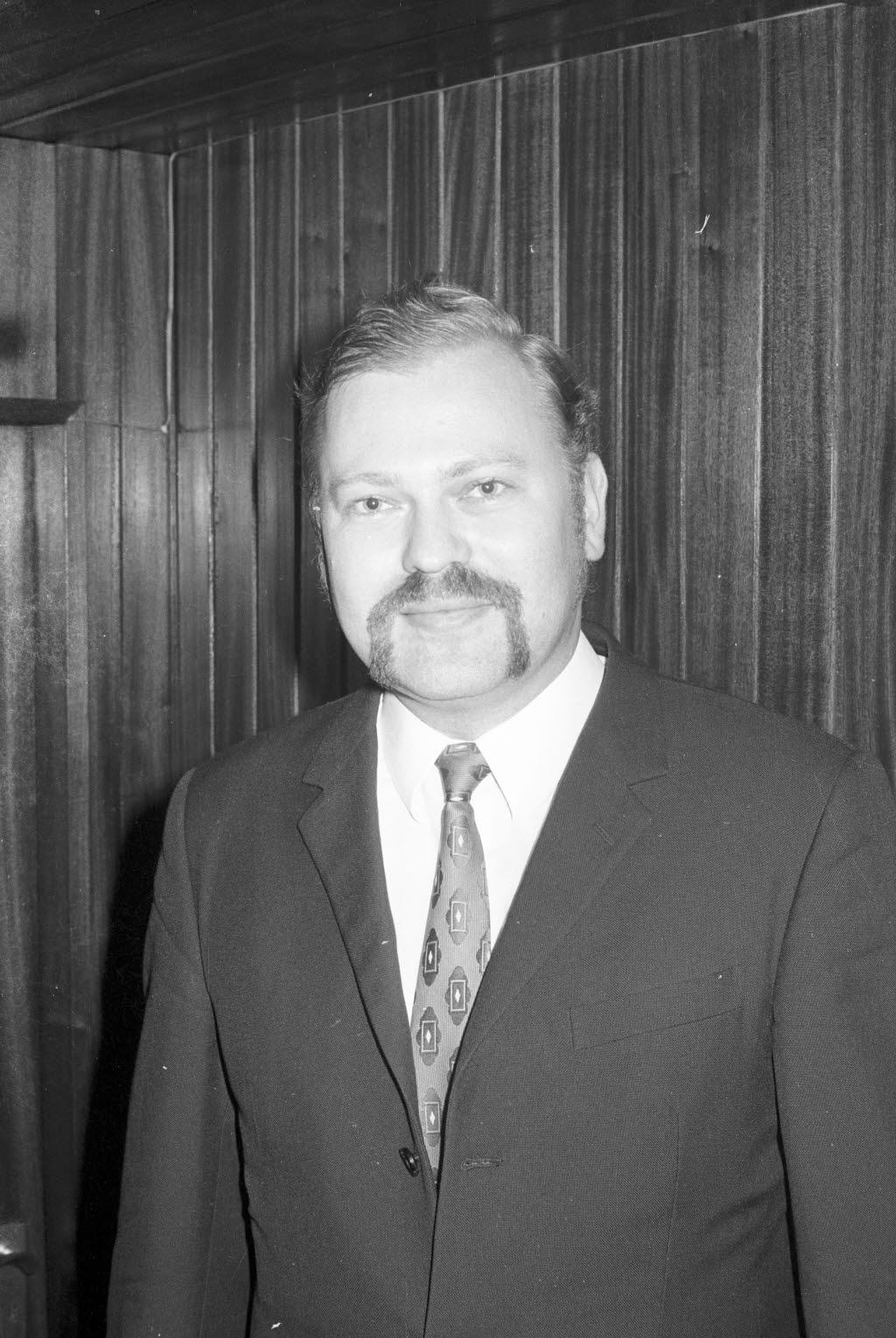
Neithart Neitzel (1972)

Neithart Neitzel (* 16. Januar 1943 in Berlin; † 10. November 2020 ebenda) war ein deutscher Politiker der FDP.

## Leben und Beruf
Nach dem Abitur auf dem Nordsee-Gymnasium in St. Peter-Ording 1962 studierte Neitzel in Berlin und Kiel Rechts- und Politikwissenschaften. Nachdem er 1974 das Zweite Juristische Staatsexamen bestanden hatte, wurde er bis 1980 Rechtslehrer an der Grenzschutzschule in Lübeck. Von 1983 bis 1986 war er stellvertretender Leiter der Grenzschutzverwaltung Küste in Bad Bramstedt und anschließend Referatsgruppenleiter im schleswig-holsteinischen Sozialministerium. 1995 ließ er sich als Rechtsanwalt in Schwerin, Ende der neunziger Jahre in Berlin nieder.
Neitzel war Mitglied des Trägervereins des Nordfriisk Instituut in Bredstedt. Er gehörte seit 1966 der FDP an. Von 1970 bis 1983 war er Mitglied des Landesvorstandes in Schleswig-Holstein. In Berlin war er von 2002 bis 2009 Präsident des Landesschiedsgerichts der FDP Berlin.

## Abgeordneter
Neitzel gehörte 1974/75 der Ratsversammlung von Kiel an. Von 1975 bis 1983 und 1987/88 gehörte er dem Landtag Schleswig-Holstein an. Vom 23. Oktober 1980 bis zum 12. April 1983 war er Vorsitzender der FDP-Landtagsfraktion.

## Öffentliche Ämter
Von 1990 bis 1994 war Neitzel Staatssekretär im Sozialministerium von Mecklenburg-Vorpommern.

## Veröffentlichungen
- Deichwesen und Kommunal-Verfassung in der Landschaft Eiderstedt in Nordfriesland. In: Nordfriesisches Jahrbuch, Jahrgang 1966, S. 224.